# Yugra Khanty-Mansiysk

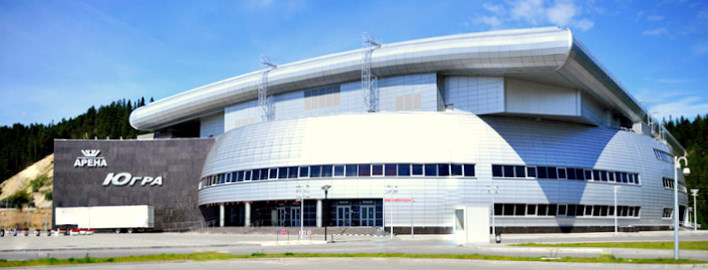
Arena Yugra, Rusia 2010

Hockey Club Yugra (del ruso: Хоккейный клуб Югра) es un club profesional de hockey sobre hielo de Khanty-Mansiysk, en Yugra, Rusia. El club fue fundado en 2006 y reemplazaron al Lada Togliatti en la Liga de Hockey Kontinental en 2010.

## Historia
Directamente desde su fundación en 2006, el Yugra ha formado equipos competitivos y de éxito. Después de su primera temporada del club, Yugra recibió estatus profesional y ascendió de la liga Vtoraya a la liga Pervaya. Su estancia en el tercer nivel también duró solo una temporada, ya que Yugra ganó el campeonato 2007-08. Otra promoción siguió, a la segunda división rusa de la Liga Mayor de Rusia, donde ganaron el campeonato de la liga en ambas temporadas jugadas. En 2010, el Yugra fue admitido en la Liga de Hockey Kontinental.
El 12 de noviembre de 2010, mediante voto interactivo, el mamut fue elegido mascota del Yugra y pintado en el escudo del club. Los restos de estos animales en gran número se fundan en el permafrost de la región de Yugra. Por otra parte, la palabra «mamut» (ruso мамонт/mamont) proviene de la lengua local aborigen mansi, donde «magynt» significa «cuerno de tierra».

## Palmarés
Vysshaya Liga (2): 2009, 2010

 Pervaya Liga (1): 2008